# Aleksej Chvostov
Aleksej Nikolaevič Chvostov (in russo Алексей Николаевич Хвостов?, Alexey o Aleksey Nikolayevich Khvostov; 1º luglio 1872 – Mosca, 23 agosto 1918) è stato un politico russo.
Si oppose alle riforme costituzionali e fu anche antisemita.

## Biografia
Nacque in una nobile famiglia di proprietari terrieri, dopo aver terminato il Liceo imperiale di Carskoe Selo studiò giurisprudenza. 
Nel 1898 sposò Ekaterina, figlia del senatore Alexander Popov (1835-1914). Nel 1904 divenne vice governatore di Minsk e nello stesso anno fu assegnato a Tula. Nel 1906, Chvostov divenne vice governatore e poi governatore di Nižnij Novgorod. Quando Pëtr Stolypin fu assassinato, Rasputin gli fece visita perché lo zar "guardasse nella sua anima", ma giunse alla conclusione che fu troppo giovane per essere nominato ministro, nonostante le proteste del conte Kokovcov.
Nel 1912 fu eletto alla Quarta Duma di Stato Imperiale come membro e presidente dell'Assemblea Russa, uno dei partiti di destra. Fu Ministro degli Interni dal 26 settembre 1915 al 3 marzo 1916. Suo zio Aleksandr Chvostov fu contrario alla nomina di suo nipote.
(The Russian Review)
Dopo che fu in carica, iniziò a tramare contro i suoi colleghi, contro lo stesso Primo Ministro per ottenere il suo posto, e infine anche contro il suo benefattore Rasputin: insieme a Iliodor escogitò un piano per uccidere Rasputin poiché giunse alla conclusione che Rasputin fosse una spia o un agente tedesco. La prova che Rasputin avesse effettivamente lavorato per i tedeschi fu inconsistente. Nei suoi sforzi per complottare contro Rasputin, e non diventare Primo Ministro, Chvostov dovette dimettersi. 
Chvostov fu arrestato e imprigionato nella fortezza di Pietro e Paolo dal governo provvisorio russo durante la rivoluzione di febbraio del 1917. Nel 1918, meno di un anno dopo che i bolscevichi presero il potere, fu giustiziato dal plotone di esecuzione nel parco Petrovsky, a Mosca.